# Małgorzata Wojtyra
Małgorzata Wojtyra (Szczecin, 21 de septiembre de 1989) es una deportista polaca que compite en ciclismo en las modalidades de pista, especialista en las pruebas de persecución, y ruta.
Ganó una medalla de plata en el Campeonato Mundial de Ciclismo en Pista de 2016 y tres medallas en el Campeonato Europeo de Ciclismo en Pista entre los años 2010 y 2013.

## Medallero internacional
| Campeonato Mundial | Campeonato Mundial        | Campeonato Mundial | Campeonato Mundial      |
| Año                | Lugar                     | Medalla            | Competición             |
| ------------------ | ------------------------- | ------------------ | ----------------------- |
| 2016               | Londres ( Reino Unido)    | Medalla de plata   | Persecución individual  |
| Campeonato Europeo |                           |                    |                         |
| Año                | Lugar                     | Medalla            | Competición             |
| 2010               | Pruszków ( Polonia)       | Medalla de bronce  | Ómnium                  |
| 2012               | Panevėžys ( Lituania)     | Medalla de plata   | Persecución por equipos |
| 2013               | Apeldoorn ( Países Bajos) | Medalla de plata   | Persecución por equipos |